# 牛田镇 (乐安县)
牛田镇，是中华人民共和国江西省抚州市乐安县下辖的一个乡镇级行政单位。

## 行政区划
牛田镇下辖以下地区：
牛田社区、牛田村、旁安村、员陂村、峡圳村、水南村、麻坑村、南羊村和流坑村。

## 中国传统村落
2012年，流坑村被评为首批“中国传统村落”。